# Chamacoco jezik
Chamacoco jezik (ISO 639-3: ceg), jezik Čamakoko Indijanaca kojim govori 1 800 ljudi (2007 Perik) u paragvajskom dijelu Chaca i uz rijeku Paraguay. Govori se nekoliko dijalekata među kojima ebidoso, horio ili ishira i tumerehã, koje nose imena lokalnih skupina, i koje još postoje. Uči se u osnovnim školama, a piše na latinici.
Pripada porodici zamuco.